# Vadu Moldovei
Vadu Moldovei es una comuna ubicada en el distrito de Suceava, Rumania.

## Superficie
Posee una superficie de 54,08 kilómetros cuadrados.

## Demografía
Hasta 2021 la población era de 4000 habitantes, con una densidad de población de 73,96 habitantes por kilómetro cuadrado.